# Argyreia kurzii
Argyreia kurzii är en vindeväxtart som först beskrevs av C. B. Cl., och fick sitt nu gällande namn av Jacob Gijsbert Boerlage. Argyreia kurzii ingår i släktet Argyreia och familjen vindeväxter. Inga underarter finns listade i Catalogue of Life.